# Cimetière national du 19 avril (métro de Séoul)
Cimetière national du 19 avril (en coréen : 4.19민주묘지역 et officiellement en anglais : April 19th National Cemetery) est une station de passage de la ligne Ui LRT du métro de Séoul. Elle est située sous la Samyng-ro, au 72-186 Ui-dong, dans l'arrondissement de Gangbuk-gu, à Séoul en Corée du Sud.
Ouverte en 2017, la station est desservie par les rames automatiques qui circulent sur la ligne.

## Situation sur le réseau

Plan du réseau (2023)

Établie en souterrain, Cimetière national du 19 avril est une station de passage de la Ligne Ui LRT du métro de Séoul. Elle est située entre la station Solbat Park, en direction de Bukhansan Ui, terminus nord de la ligne, et la  station Gaoril en direction du terminus sud Sinseol-dong,.

## Histoire
La station Cimetière national du 19 avril de la ligne Ui LRT, est mise en service lors de l'ouverture à l'exploitation de la ligne le 2 septembre 2017,.

## Services aux voyageurs

### Accès et accueil
Située sous la Samyng-ro, au 72-186, Ui-dong, la station souterraine dispose d'escaliers, d'escaliers mécaniques et d'ascenseurs pour les cheminements piétonniers entre les différents niveaux en sous-sol et deux accès/sorties, numérotés 1 et 2. La salle d'accueil et de contrôle, situé au point d'accès n°2, dispose notamment d'automates pour l'achat de titre de transport, identiques à ceux utilisés sur l'ensemble du métro de Séoul et des toilettes.

### Desserte
Cimetière national du 19 avril, est une station de passage qui dispose de deux quais latéraux équipés de portes palières et est desservie par les rames automatiques qui circulent sur la ligne.

Installations
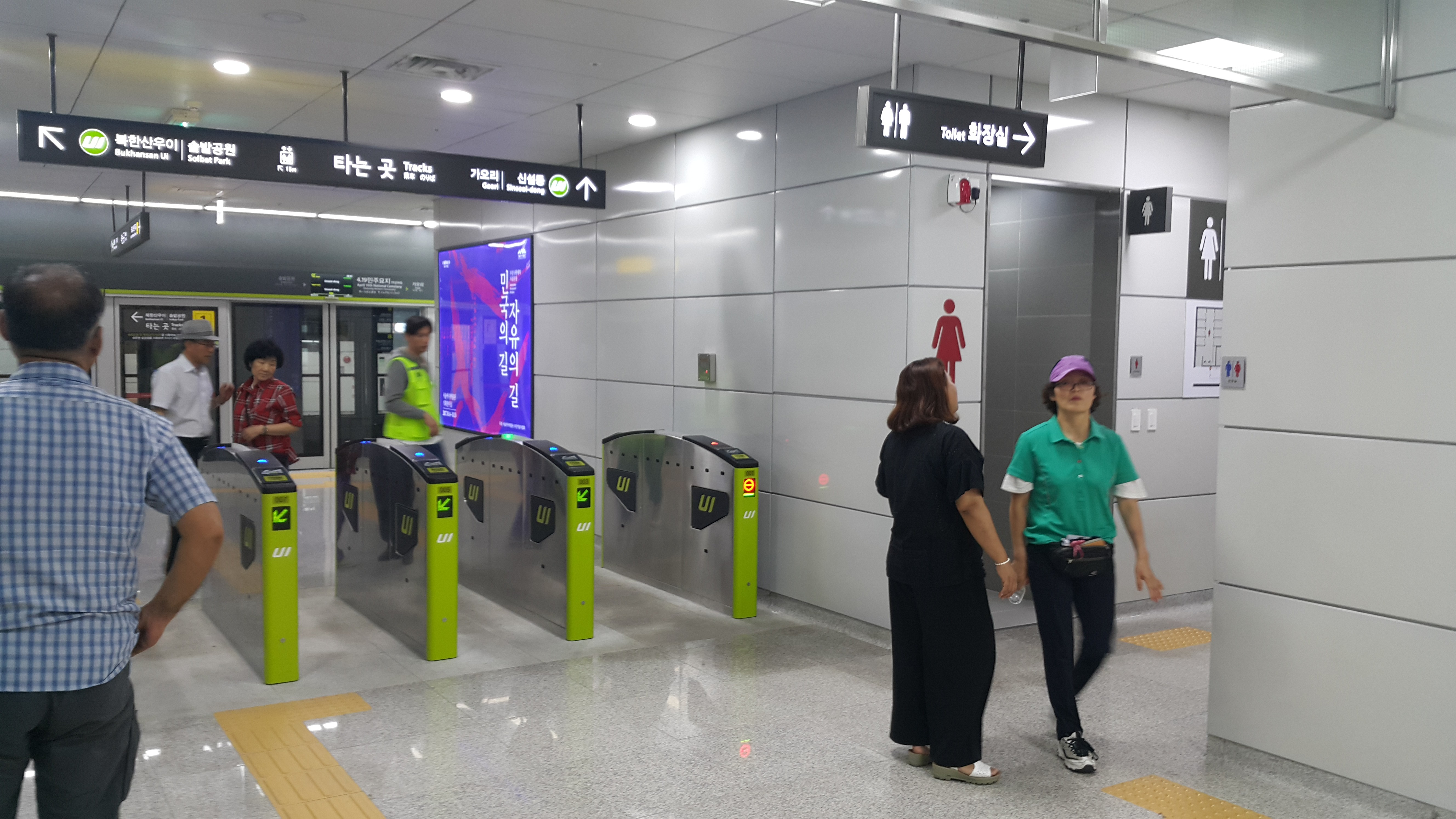
En 2018.
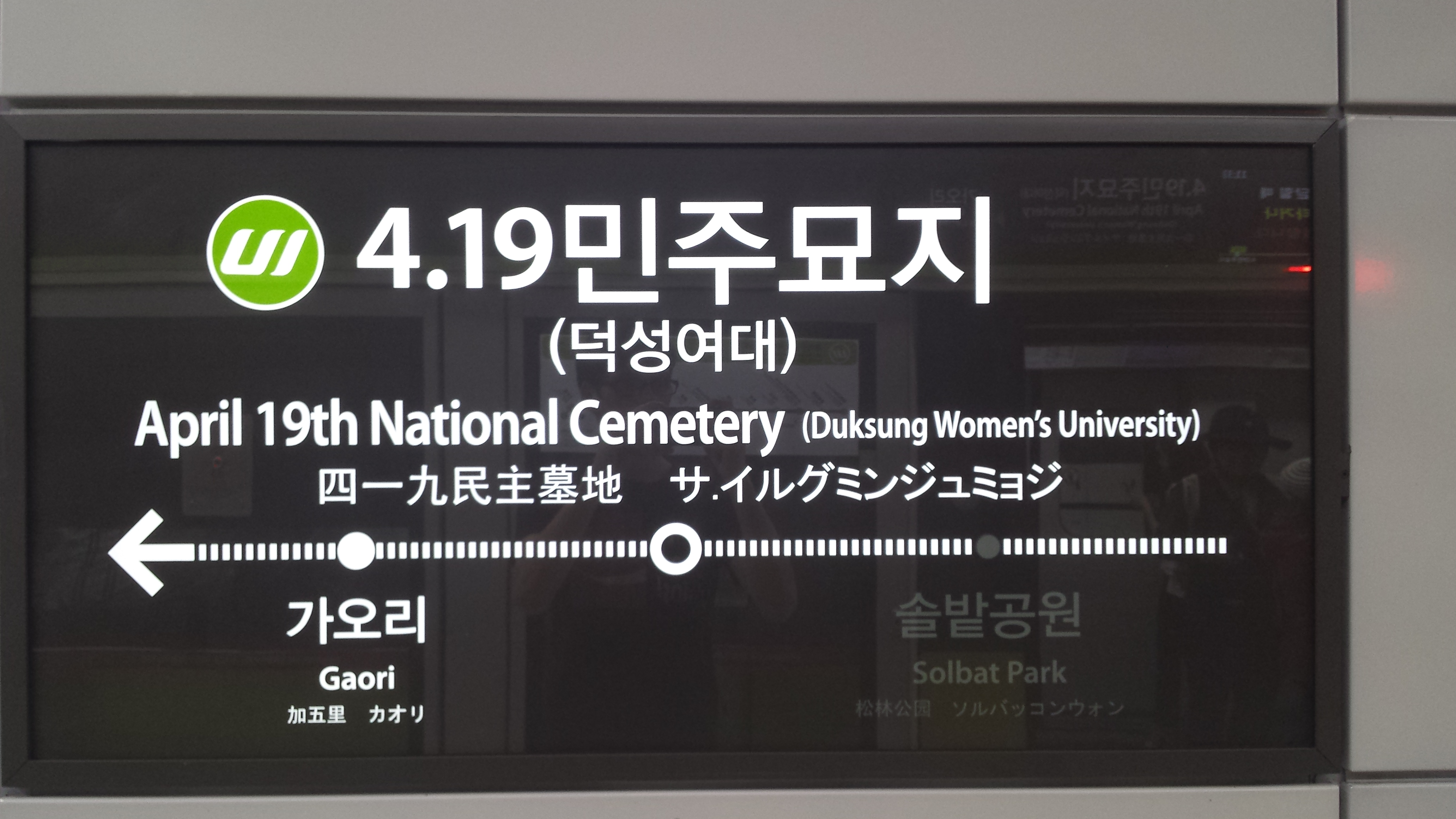
En 2017.
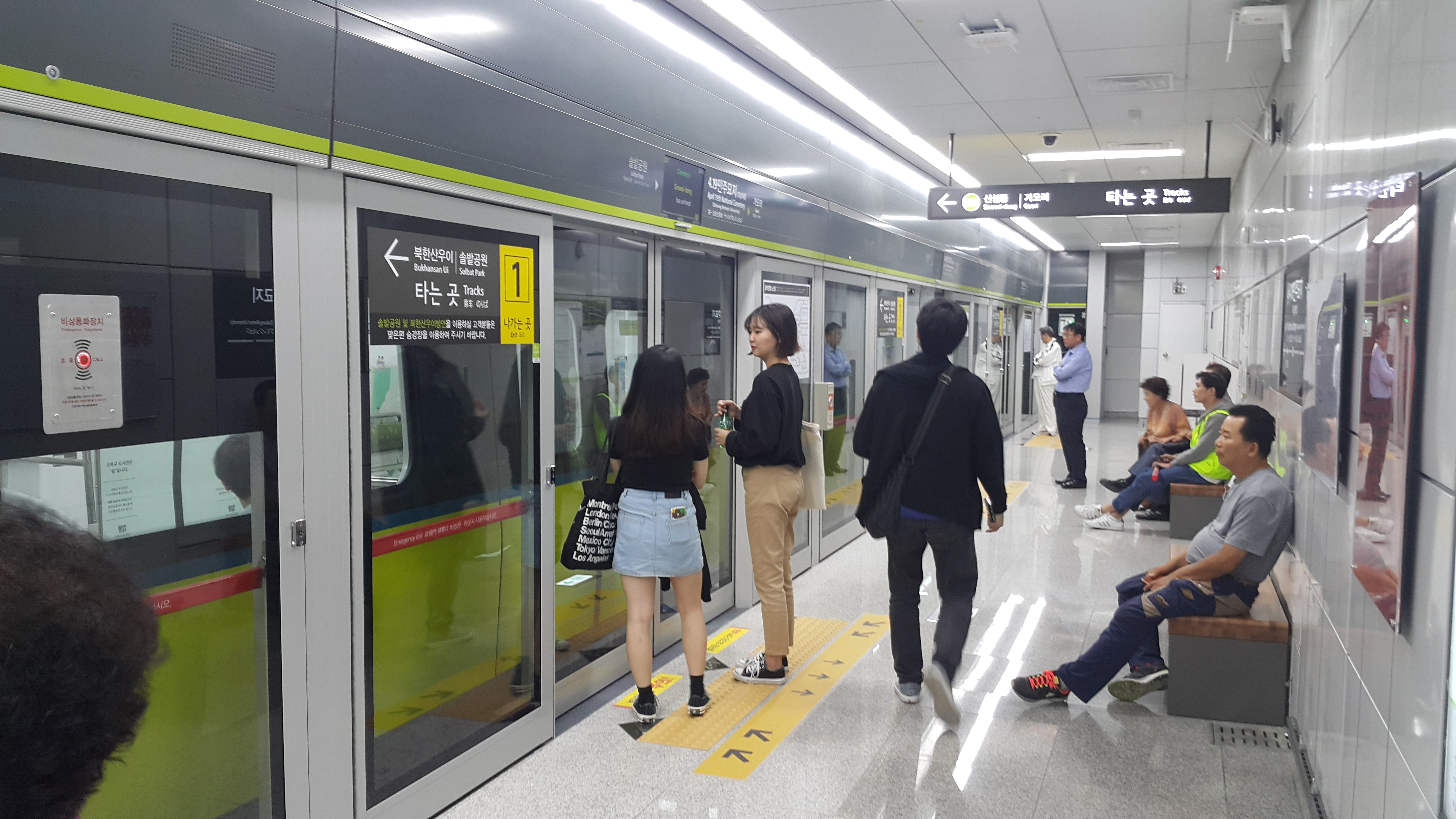
En 2018.

### Intermodalité
Des arrêts de bus sont situés à proximité des accès à la station.

## À proximité
La sortie n°1 dessert notamment l'Université pour femmes de Duksung (en), et le collège et le lycée Hyomun. La sortie n°2, dessert notamment le Cimetière démocratique national du 19 avril et le Centre communautaire d'Ui-dong.